# Mendon (Vermont)
Mendon ist eine Town im Rutland County des Bundesstaates Vermont in den Vereinigten Staaten mit 1149 Einwohnern (laut Volkszählung von 2020).

## Geografie

### Geografische Lage
Mendon liegt im östlichen Teil des Rutland Countys, in den Green Mountains. Das Gebiet der Town ist durchsetzt mit Hügeln und Tälern. Mehrere Flüsse durchfließen das Gebiet der Town. Der Aitken State Forest befindet sich im Südwesten, der Rutland City Forest im Norden und auch im Südosten liegt ein weiteres Waldgebiet mit dem Killington Peak, dem mit 1291 m zweithöchsten Berg von Vermont und der angrenzenden Killington Ski Area. Mehrere kleinere Flüsse durchfließen das Gebiet der Town.

### Nachbargemeinden
Alle Entfernungen sind als Luftlinien zwischen den offiziellen Koordinaten der Orte aus der Volkszählung 2010 angegeben.
- Norden: Chittenden, 4,9 km
- Osten: Killington, 14,0 km
- Südosten: Plymouth, 23,3 km
- Süden: Shrewsbury, 6,3 km
- Südwesten: Clarendon, 9,3 km
- Westen: Rutland, 4,8 km
- Nordwesten: Pittsford, 15,6 km

### Klima
Die mittlere Durchschnittstemperatur in Mendon liegt zwischen −7,2 °C (19 °Fahrenheit) im Januar und 20,6 °C (69 °Fahrenheit) im Juli. Damit ist der Ort gegenüber dem langjährigen Mittel der USA um etwa 9 Grad kühler. Die Schneefälle zwischen Mitte Oktober und Mitte Mai liegen mit mehr als zwei Metern etwa doppelt so hoch wie die mittlere Schneehöhe in den USA. Die tägliche Sonnenscheindauer liegt am unteren Rand des Wertespektrums der USA, zwischen September und Mitte Dezember sogar deutlich darunter.

## Geschichte
Mendon wurde am 23. Februar 1781 durch Thomas Chittenden zunächst unter dem Namen Medway gegründet. Der Grant ging an Joseph Bowker und 43 weiteren Siedlern.
Nachdem im Jahr 1804 zusätzliches Gebiet mit Namen Parkers Gore zum Gebiet von Medway gekommen war, wurde der Name in Parkerstown geändert. Angeblich ging der Landkauf auf eine Finte von Jonathan Parker zurück, der zusammen mit dem High Sheriff, einem Freund, den Landkauf zu einer Zeit ansetzte, zu der kein anderer Bieter anwesend war und er somit das Land zum ausgerufenen Nominalpreis kaufen konnte. Im Jahr 1827 änderte sich ein weiteres Mal der Name und seitdem heißt die Town Mendon. Der Grund für die Namensänderung ist nicht bekannt, doch viele der frühen Siedler stammten aus Mendon in Massachusetts.
Förmlich organisiert wurde die Towm im Jahr 1806 und die ersten Bewohner lebten von der Land- und Holzwirtschaft. Sägemühlen, eine Gerberei und weitere Mühlen wurden gegründet. Es gab im Jahr 1868 acht Schulbezirke in Mendon und jedes mit einem eigenen Schulgebäude. Die höchste Einwohnerzahl hatte die Town im Jahr 1880 mit 629 Einwohnern, doch sank diese bis auf 151 Einwohner im Jahr 1930. Die meisten zogen nach Rutland City, um in einer Großstadt bessere Lebensbedingungen zu finden. Erst seit den 50er Jahren des 19. Jahrhunderts steigen die Einwohnerzahlen, dies hängt mit der wachsenden Ski Industrie zusammen.

### Religionen
Der erste Priester einer Glaubensrichtung zog 1818 nach Mendon für die methodistische Kirche. Ein Jahr später gründeten die Baptisten eine Gemeinde in Mendon und im Jahr 1836 die Union Evangelical Society.

### Einwohnerentwicklung
| Jahr      | 1700  | 1710  | 1720  | 1730 | 1740 | 1750 | 1760 | 1770 | 1780  | 1790  |
| --------- | ----- | ----- | ----- | ---- | ---- | ---- | ---- | ---- | ----- | ----- |
| Einwohner |       |       |       |      |      |      |      |      |       | 34    |
| Jahr      | 1800  | 1810  | 1820  | 1830 | 1840 | 1850 | 1860 | 1870 | 1880  | 1890  |
| Einwohner | 39    | 111   | 174   | 432  | 545  | 504  | 633  | 612  | 629   | 570   |
| Jahr      | 1900  | 1910  | 1920  | 1930 | 1940 | 1950 | 1960 | 1970 | 1980  | 1990  |
| Einwohner | 392   | 321   | 264   | 251  | 313  | 334  | 461  | 743  | 1.056 | 1.049 |
| Jahr      | 2000  | 2010  | 2020  | 2030 | 2040 | 2050 | 2060 | 2070 | 2080  | 2090  |
| Einwohner | 1.028 | 1.059 | 1.149 |      |      |      |      |      |       |       |

## Wirtschaft und Infrastruktur

### Verkehr
Der U.S. Highway 4 verläuft in west-östlicher Richtung zentral durch die Town, von Rutland nach Killington. Der nächstgelegene Bahnhöfe befinden sich in Rutland und Killington.

### Öffentliche Einrichtungen
In Mendon gibt es kein eigenes Krankenhaus. Das nächstgelegene Krankenhaus ist das Rutland Regional Medical Center in Rutland.

### Bildung
Mendon gehört mit Brandon, Chittenden, Goshen, Leicester, Pittsford, Sudbury und Whiting zur Rutland Northeast Supervisory Union.
Es gibt keine eigene Schule mehr auf dem Gebiet der Town. Die nächstgelegene Schule ist die Barstow Memorial School in Chittenden. Sie hat Klassen von Pre-Kindergarten bis zum 8. Schuljahr.
Es gibt keine Bücherei in Mendon. Die nächstgelegenen Büchereien befinden sich in Rutland, Chittenden und Killington.